# Hemming
Hemming (... – circa 812) fu un re semi-leggendario danese, che successe a Göttrik, suo zio, per regnare indicativamente dal 810 al 812.

## Fonti
Hemming è menzionato negli Annales regni Francorum come figlio di un fratello anonimo di Göttrik. Per Adamo da Brema invece si tratta di un cugino paterno di Göttrik (patruelis).
Ci sono stati molti tentativi di identificare Hemming. In età moderna si è suggerito che fosse figlio di Sigfred/Sigurðr ormr í auga.

## Regno
Hemming regnò per soli due anni. Il suo predecessore aveva trascorso quasi tutti i sei anni di regno a combattere contro Carlomagno. Timore di Göttrik era che i Franchi, vinte le Guerre sassoni, avessero intenzione di rivolgersi contro la Danimarca. Inoltre Göttrik aveva saccheggiato la Frisia e imposto pesanti tributi alla popolazione (il famoso Danegeld).
Hemming invece "fece pace con l'imperatore". Per l'anno 811 sono menzionati negoziati tra i due sovrani che si risolsero nel Trattato di Heiligen, che stabiliva il confine tra Danimarca e Regno Franco sul fiume Eider (Egdora).
Forse all'inizio del 812, Hemming morì. Come riportato da Nitardo e dagli Annales francorum, "Sigifried, nipote di Godofrid, e Anulo, nipote di Heriold [probabilmente Harald Klak] speravano entrambi di succedergli." I due però non trovarono un accordo su chi dovesse diventare re e iniziò una guerra civile (812-814) in cui entrambi morirono. La fazione di Anulo tuttavia vinse e scelsero come re i suoi due fratelli, Harald Klak e Reginfrid (o Reginbert). La fazione sconfitta accettò i nuovi sovrani. Le fonti dicono che nella guerra civile morirono 10 940 uomini.

### Fonti primarie
- Adamo da Brema, Gesta Hammaburgensis Ecclesiae Pontificum (anno 810)
- Annales regni Francorum (annis 810, 811, 812)
- Annales Fuldenses

### Fonti secondarie
- Simon Coupland, Early Medieval Europe, Volume 7
- Stewart Baldwin, Kings of the Danes prior to 810